# 崔佩儀
崔佩儀（1965年1月21日—），出生於高雄市，臺灣女演員，1990年代台灣戲劇中經常飾演壞女人與千金小姐因而廣為人知。

## 經歷
崔佩儀出生在臺灣高雄市。她六歲的時候，由於父母親相處不睦，父親離開他們母女，因此，年幼時便與母親相依為命。後來，父親希望和母親復合，母親不肯，父親又另外結婚，生下兩個女兒。父親曾與母親約定，崔佩儀的國小、國中學費由媽媽支付，高中以後的學費由爸爸支付。由於父親，以她兩個妹妹的教養費用為由，拒絕支付崔佩儀的高中以後的學費。那時，她與母親搬家到基隆，母親在海洋大學福利社任職，因此，她的學費只好由他們母女想辦法解決。她高中畢業後，曾擔任秘書一段時間後，於1986年入圍高雄港都小姐，也因為這樣使她有機會進入演藝圈。
崔佩儀自台視出道，初入演藝界不久，由於缺乏演戲經驗，拍戲有關的專有名詞不甚了解，加上資歷尚淺，遭到演藝圈內不少人的冷潮熱諷，因此吃了不少苦，所以她決心要在演藝界闖出一片天，她的代表演藝作品為：「千言萬語」，「驚世新娘」，「三國英雄傳」，「向日葵」。
崔佩儀曾在中視劇場《花系列》中飾演不少壞女人與富家千金角色，雖然，造成節目收視率直線上升，不過也產生一些困擾，她曾出門在外時，遭到入戲甚深的觀眾辱罵與唾棄。崔佩儀的母親崔言玉華在2016年7月21日於家中病逝，享壽88歲。

## 個人生活
2001年，崔佩儀與小他二歲的韓裔美國人Sam結婚，其夫在IBM的微電池部門擔任亞太區主管，常往來於韓國、日本以及中國大陸、東南亞等地，年薪達六百萬新台幣。夫妻兩人分居兩地，育有一子貝克宇，貝克宇畢業於美國洛杉磯Musicians Institute。

## 演出作品

### 電視劇
| 首播   | 頻道                 | 劇名                                        | 飾演              |
| ------ | -------------------- | ------------------------------------------- | ----------------- |
| 1988年 | 台視                 | 《黃金孔雀城》                              | 邵瑩              |
| 1988年 | 台視                 | 《一江春水向東流》                          |                   |
| 1988年 | 台視                 | 《意亂情迷》                                |                   |
| 1989年 | 台視                 | 《天眼- 英雄與狗熊》                        | 胡珍珠            |
| 1989年 | 台視                 | 《春去春又回》                              | 潔兒              |
| 1990年 | 台視                 | 《末代兒女情》                              | 佟品娃            |
| 1990年 | 台視                 | 《天眼- 迷霧追魂》                          |                   |
| 1990年 | 台視                 | 《錯體姻緣》                                | 劉桂蘭            |
| 1991年 | 台視                 | 《碧海情天》                                | 邵敏              |
| 1991年 | 台視                 | 《萬丈紅塵》                                |                   |
| 1991年 | 台視                 | 《愛在春風裡》                              | 江文溪            |
| 1992年 | 台視                 | 《英雄世家》                                | 陳麗雪            |
| 1993年 | 台視                 | 《人間天堂》                                | 李圓香            |
| 1993年 | 華視                 | 《千言萬語》                                | 孫如媚            |
| 1993年 | 華視                 | 《包青天- 孔雀膽》                          | 翠翠              |
| 1993年 | 華視                 | 《包青天- 生死戀》                          | 嫣紅              |
| 1993年 | 華視                 | 《包青天- 踏雪尋梅》                        | 白雪梅            |
| 1994年 | 中視                 | 《牽手出頭天》                              | 王錦繡            |
| 1994年 | 台視                 | 《二八年華》                                | 瓊芳              |
| 1995年 | 華視                 | 《三國英雄傳之關公》                        | 大喬              |
| 1995年 | 華視                 | 《今生有約》                                | 何迎娣            |
| 1995年 | 華視                 | 《勸世媳婦》                                | 銀花              |
| 1996年 | 華視                 | 《第一世家》                                | 廖美倫            |
| 1996年 | 華視                 | 《驚世新娘》                                | 白素蘭            |
| 1997年 | 民視                 | 《嘉慶君遊台灣》                            | 廖蓮花、心蓮      |
| 1997年 | 民視                 | 《星座女人系列》雙魚座 - 還好，我們沒有結婚 | 陳曼青            |
| 1997年 | 民視                 | 《我永遠愛你》                              | 向衣芸            |
| 1997年 | 中視                 | 《花系列- 女人花》                          | 康明美            |
| 1997年 | 中視                 | 《布袋和尚》                                | 阿秀              |
| 1997年 | 華視                 | 《施公奇案- 父子情深》                      | 陶婉蓉            |
| 1997年 | 華視                 | 《施公奇案- 代天巡狩》                      | 齊韻梅            |
| 1998年 | 華視                 | 《土地公傳奇- 雙龍奪珠》                    | 閻姬              |
| 1999年 | 中視                 | 《花系列- 君子蘭花》                        | 何嘉琪            |
| 1999年 | 三立都會台           | 刀系列之《回旋刀》                          | 房芷君            |
| 2000年 | 中視                 | 《向日葵》                                  | 鳳英              |
| 2002年 | 民視                 | 《真情檔案》 - 一封寄不出的信               | 王宜雰            |
| 2002年 | 三立台灣台           | 《桂花巷》                                  | 劉文雀            |
| 2003年 | 台視                 | 《再見阿郎》                                | 楊素卿            |
| 2020年 | 三立都會台           | 《跟鯊魚接吻》                              | 方華              |
| 2020年 | 東森戲劇台           | 《姊妹們追吧》                              | 面試官-Wenny Chen |
| 2020年 | 三立都會台、華視主頻 | 《廢財闖天關》                              | 謝惠文            |
| 2022年 | 大愛電視台           | 《你好，我是誰？》                          | 郭佩筠            |
| 2023年 | Vidol                | 《保留席位》                                |                   |
| 2024年 | 大愛電視台           | 《你好，我是誰2》                           | 郭佩筠            |
| 2025年 | 東森戲劇台           | 《惡靈世界》                                |                   |

## 外部連結
- 崔佩儀的Facebook專頁
- 崔佩儀的Instagram帳戶